# Syczek cejloński
Syczek cejloński (Otus thilohoffmanni) – gatunek małego ptaka z rodziny puszczykowatych (Strigidae). Występuje endemicznie w południowo-zachodniej części Sri Lanki. Osiąga 17 centymetrów długości. Gatunek ten jest zagrożony wyginięciem. Został naukowo opisany w 2004.
Odkrycie, taksonomiaW lutym 1995 lankijski ornitolog Deepal H. Warakagoda w lesie deszczowym w okolicach miejscowości Kitulgala usłyszał i nagrał na taśmie głos przypominający sowę, którego nie potrafił przypisać do żadnego znanego gatunku azjatyckich sów. Głos ten najbardziej przypominał syczka sundajskiego (Otus rufescens). W kolejnych latach badacz słyszał ten głos jeszcze kilka razy, ale nie udawało mu się dostrzec wokalizującego ptaka aż do stycznia 2001, gdy prowadził badania w Rezerwacie leśnym Sinharaja. W lutym tegoż roku Warakagoda powrócił w to miejsce z kolegami i wówczas wykonano wiele doskonałej jakości zdjęć tych sów. Na ich podstawie stwierdzono, że jest to nowy, nieznany nauce gatunek. Przeszukania zbiorów muzealnych w celu odnalezienia ewentualnych przeoczonych okazów zakończyły się niepowodzeniem. Pierwszy naukowy opis gatunku sporządzili Warakagoda i amerykańska ornitolog Pamela C. Rasmussen, a ukazał się on w 2004 na łamach „Bulletin of the British Ornithologists’ Club”. Holotyp stanowiła samica odłowiona przez Warakagodę 9 listopada 2002 w proponowanym rezerwacie Morapitiya-Runaianda. Okaz ten jest obecnie przetrzymywany w Muzeum Narodowym w Kolombo.
Syczek cejloński to gatunek monotypowy.
WystępowaniePtak ten występuje plamowo w południowo-zachodniej części Sri Lanki. Jego naturalnym środowiskiem jest wilgotny las deszczowy, m.in. w rejonie Kitulgala oraz w Rezerwacie leśnym Sinharaja. Spotykany w przedziale wysokości 30–530 m n.p.m.
StatusIUCN od 2006 roku uznaje syczka cejlońskiego za gatunek zagrożony (EN, Endangered). Liczebność populacji szacuje się na 150–700 dorosłych osobników. Trend liczebności populacji uznawany jest za spadkowy ze względu na utratę i fragmentację siedlisk.